# Västra Snöråsflotjärnen
Västra Snöråsflotjärnen är en sjö i Sollefteå kommun i Ångermanland och ingår i Ångermanälvens huvudavrinningsområde.